# Sclerophylax cynocrambe
Sclerophylax cynocrambe là loài thực vật có hoa trong họ Cà. Loài này được (Griseb.) Griseb. miêu tả khoa học đầu tiên năm 1879.